# Acropora mossambica
Acropora mossambica är en korallart som beskrevs av Riegl 1995. Acropora mossambica ingår i släktet Acropora och familjen Acroporidae. Inga underarter finns listade i Catalogue of Life.